# Tom Black, der Verbrecherfürst
Tom Black, der Verbrecherfürst (auch: Tom Black)
war der Held einer Kriminalfilmserie in vier Teilen, die Rudi Bach 1920 für die Filmgesellschaft Gustav Althoff & Co. in Berlin realisierte. Die Titelrolle spielte Fritz Kampers. Für den ersten Teil wird eine Co-Regie von Bruno Eichgrün für möglich gehalten, Zu den Teilen 3 und 4 schrieb Walter Schmidthässler das Drehbuch.
Für den 2. Teil, in dem der Verbrecherfürst durch Verstellen einer Weiche absichtsvoll ein Eisenbahnunglück herbeiführt und einen dabei zu Tode gekommenen Fahrgast (s. Titel) beraubt, lag im Dezember 1920 ein Verbotsantrag wegen Gefährdung der öffentlichen Sicherheit vor, den die Oberprüfstelle jedoch in ein Jugendverbot abmilderte, obgleich sie den Film noch immer für „geeignet“ ansah, „verrohend und entsittlichend zu wirken“.

## Filmografie
- Tom Black, der Verbrecherfürst. 1. Teil: Die Teufelsuhr
- Tom Black. 2. Teil: Der tote Passagier
- Tom Black. 3. Teil: Unheimliche Aufträge
- Tom Black. 4. Teil: Die Giftapotheke